# La Planète des dinosaures (film)
Ne pas confondre avec le roman La Planète des dinosaures d'Anne McCaffrey.
Pour plus de détails, voir Fiche technique et Distribution.
La Planète des dinosaures (titre original : Planet of Dinosaurs, connu aussi sous le nom de Dinossauros: Planet of dinosaurs) est un film américain de science-fiction réalisé par James K. Shea, sorti aux États-Unis le 10 novembre 1978.
Après avoir connu un succès d'estime lors de sa sortie en 1978 et avoir reçu le Saturn Award du meilleur film à petit budget, il tomba quelque peu dans l'oubli, jusqu'à son édition en DVD en 2001 puis en 2007, où les amateurs de séries B ont apprécié son animation en volume.

## Synopsis
Dans un futur indéterminé, un vaisseau spatial se crashe sur une planète dont les conditions de vie sont similaires à celles de la Terre, mais à l'aire Mésozoïque… L'équipage, qui a survécu, se retrouve confronté à de multiples espèces hostiles et dangereuses. Ils décident que leur meilleure chance de survie réside dans le fait de se constituer un périmètre de sécurité sur une hauteur et d'attendre les secours. Malheureusement pour eux, l'endroit qu'ils ont commencé à sécuriser abrite un Tyrannosaurus rex…

## Fiche technique
- Titre : La Planète des dinosaures
- Titre original : Planet of Dinosaurs, connu aussi sous le nom de Dinossauros: Planet of dinosaurs
- Réalisation : James K. Shea
- Scénario : Jim Auperle, Ralph Lucas
- Production : James K. Shea, Stephen Czerkas, Deathbeast Productions
- Musique : Kelly Lammers, John O'Verlin
- Photographie : Henning Schellerup
- Montage : Stan Gilman, Maria Lease
- Direction artistique : Marland Proctor
- Costumes : Kathryn Bushman
- Pays de production : États-Unis
- Langue : anglais
- Genre : Science-fiction
- Durée : 84 minutes
- Dates de sortie :
  - États-Unis : 10 novembre 1978
  - Suède : 27 août 1979
  - Portugal : 20 juin 1980

## Distribution
- James Whitworth : Jim
- Pamela Bottaro : Nyla
- Louie Lawless (en) : Capitain Lee Norsythe
- Harvey Shain : Harvey Baylor
- Charlotte Speer : Charlotte
- Chuck Pennington : Chuck
- Derna Wylde : Derna Lee
- Max Thayer : Mike
- Mary Appleseth : Cindy

## Distinctions
Récompenses
- Saturn Award 1980 :
  - Saturn Award du meilleur film à petit budget